# Dominique Grimault
Pour les articles homonymes, voir Grimault.
Ne pas confondre avec Dominique Grimaud, musicien français.
Dominique Grimault, né le 7 janvier 1948, est un journaliste sportif français.

## Biographie
Il est supporter de l'AS Saint-Étienne.
Lui-même international d'aviron, il est d'abord présélectionné en tant qu'athlète pour les Jeux olympiques de Mexico en 1968.

### Parcours journalistique
Après avoir obtenu un diplôme de l'École supérieure de journalisme de Paris (ESJ Paris), Dominique Grimault se spécialise dans le journalisme sportif. En 1970, il commence à L'Équipe et à son supplément mensuel Football Magazine puis collabore avec de nombreuses rédactions nationales de presse écrite telles que France-Soir, Le Journal du dimanche, Le Figaro, Le Parisien ou l'Express.
Il s'oriente ensuite vers la télévision, pour laquelle il anime plusieurs émissions à partir de 1988 et débute au service des sports de TF1. À la fin de la saison 1990-1991, Jean-Pierre Papin, attaquant vedette de l'OM, est sur le point d'annoncer son départ. La presse écrite livre beaucoup d'informations contradictoires sur ce qui constitue l'affaire sportive de cette fin de saison. Dominique Grimault est envoyé sur place pour enquêter pour l'émission Téléfoot. Au micro du journaliste, Papin donne sa version des faits. Mais le président Bernard Tapie n'apprécie pas du tout l'entretien. Le lendemain, Dominique Grimault est convoqué avec le directeur des sports de TF1 Jean-Claude Dassier et le présentateur de Téléfoot Thierry Roland dans les bureaux de Patrick Le Lay. Très remonté, le PDG de la chaîne rappelle aux trois journalistes : « Sur TF1, il y a des stars. Patrick Poivre d'Arvor est une star, Anne Sinclair est une star… Et l'Olympique de Marseille est une star ! » puis il s'adresse à Grimault personnellement en lui disant : « Toi, t'es viré ! »,. 
Il est effectivement écarté de TF1 et effectue une pige sur La Cinq, puis on le retrouve sur Antenne 2 où il anime Foot 2, le dimanche matin, précurseur du célèbre créneau football du dimanche matin. Il fait son retour sur TF1 quelques années plus tard et participe à l'émission Va y avoir du sport avec Roger Zabel et Jérôme Bureau.
Entre 1998 et 2000, il est codirecteur du service des sports de France Télévisions avec Patrick Chêne. Puis il rejoint Réservoir Sport, filiale spécialisée dans les programmes sportifs de la société de production Réservoir Prod de Jean-Luc Delarue. Parallèlement, Dominique Grimault s'essaye à la radio dans Le Match du lundi sur Europe 1, puis On refait le match sur RTL. En 2004, il rejoint la station sportive d'Île-de-France Sport FM pour 100 % Foot, un magazine consacré exclusivement au football de 12h à 14h.
De 2005 à 2009, il travaille sur M6 en tant que co-animateur et rédacteur en chef de l'émission 100 % Foot avec Estelle Denis, Pierre Ménès et Thierry Roland jusqu'en 2008, puis Vincent Couëffé, Éric Di Meco et Pierre Ménès.
Le 9 juin 2008, Dominique Grimaut qualifie les Roumains de « voleurs de poules » sur le plateau de l'émission. La chaîne M6 est mise en demeure par le CSA pour propos discriminatoires et l'animateur doit s'en excuser lors de l'émission suivante.
Durant la coupe du monde de football de 2014, aux côtés de Lionel Charbonnier et Christophe Abel, il participe au magazine L'après match sur MYTF1 présenté par Estelle Denis.
Depuis mi-novembre 2015, il est chroniqueur de Touche pas à mon sport, présenté par Estelle Denis sur D8, puis dans l'Équipe d'Estelle sur La chaîne L'Équipe. Il poursuit ses interventions au sein le l’émission L'Équipe de Greg qui en prend la suite.

### Dirigeant de l'Olympique de Marseille
En août 2009, à la demande de Jean-Claude Dassier, il quitte M6 pour l'Olympique de Marseille et un poste de directeur médias du club et de responsable de la chaîne OM TV. 
Lors du marché des transferts de l'été 2010, il se voit reprocher par la direction un ton agressif à l'antenne et peu complaisant à l'égard de la politique sportive du club et des tâtonnements que connaît le club pour le recrutement de joueurs. Fin août, conséquence de ces prises de position, il est déchargé de ses responsabilités à la tête des médias, et devient consultant éditorial auprès du président du club Jean-Claude Dassier.

## Ouvrages
- Piaf-Cerdan, un hymne à l'amour, Robert Laffont, 1983Écrit avec Patrick Mahé. Réédité en 2006
- Sport en délire, Générique, 1983Écrit avec Patrick Mahé et Thierry Roland.
- Platini merci Michel, Carerre-Michel Lafon, 1987Écrit avec Thierry Roland.
- OM mon amour, Solar, 1993Écrit avec Alain Pécheral.
- OM le triomphe, Solar, 1993
- Michael Air Jordan, Solar, 1993
- Coupe du monde de football 1994, Solar, 1994
- Le Livre d'or du basket 1994, Solar, 1994
- le Parc de mes passions, Albin Michel, 1995Écrit avec Luis Fernandez.
- La ligue des champions 1995, Solar, 1995
- Coupe du monde de rugby 1995, Solar, 1995
- Livre d'or du basket 1995, Solar, 1995
- Magnifique Euro, Championnat d'Europe des Nations 1996, Solar, 1996
- Atlanta 1996 : Le Livre d'or des Jeux Olympiques, Solar, 1996
- OM, l'Année folle, Solar, 1998
- Coupe du monde 1998 : Le Livre d'or, Solar, 1998
- Coupe du monde de rugby : Le Livre d'or, Solar, 1999
- La victoire est en bleu-Champion d'Europe des nations, Solar, 2000Écrit avec Arnaud Ramsay.
- Sydney, les jeux olympiques 2000. le livre d'or, Solar, 2000
- Les Bleus 1904-2001. La Grande histoire de l'équipe de France, France loisirs, 2001
- Euro 2004 : Le Livre d'or, Solar, 2004
- Cyclisme-Les moments inoubliables, Selection Reader's Digest, 2004
- Athènes 2004 : Le Livre d'or des Jeux Olympiques, Solar, 2004
- Entre nous, Plon, 2006Écrit avec Guy Roux.
- Coupe du monde 2006 : au bord du rêve, Solar, 2006
- Tout ou presque sur le foot, de L'Archipel, 2006
- Les plus grands duels du sport, Tana, 2007Écrit avec Serge Airoldi, Jérôme Bureau et Lionel Froissart.
- Marseille Ville championne, Hugo et Compagnie, 2010
- Coupe du monde 2010 : Le Livre d'or, Solar, 2010